# Joseph Ryelandt
Joseph Marie Victor Ryelandt, né à Bruges le 7 avril 1870 et mort le 29 juin 1965 dans la même ville, est un compositeur et professeur belge de musique.

## Enfance et éducation
Joseph Ryelandt est né à Bruges d'une famille de riches bourgeois flamands et catholiques. Joseph apprit la musique dans son enfance, plus de deux heures et demie par jour.
Dès son adolescence, il savait qu'il ferait de la musique, mais sa mère insista pour qu'il poursuive des études en philosophie et en droit (son père, mort quand il avait 7 ans, était avocat). À l'université, il continuait à étudier la musique. Il réussit à convaincre sa mère de montrer à Edgar Tinel, musicien renommé, certaines de ses compositions. De 1891 à 1895 Ryelandt travailla avec Tinel.

## Carrière
Ses travaux avec Tinel lui permirent de se dévouer entièrement à la musique, sans préoccupation matérielle jusqu'en 1914.
Durant la Première Guerre mondiale, il eut des problèmes financiers, et dut prendre en charge sa famille. De son mariage avec Marguerite Carton de Wiart, il eut huit enfants, qu'il avait du mal à nourrir. En 1924, il devint conservateur municipal de Bruges, ce qui lui apportait de l'argent, mais nécessitait d'enseigner.

## Seconde Guerre mondiale
Il n'écrivit rien entre 1940 et 1942, et seulement quelques musiques de chambre entre 1943 et 1948. En 1943, les nazis le forcèrent à démissionner, mais à la libération, il reprit son poste, avant de prendre définitivement sa retraite en 1945.

## Retraite et fin de vie
Vers la fin de sa vie, il écrivit de la poésie, traduisit en français le poète néerlandophone Guido Gezelle, lit beaucoup de livres, comme la Bible, les œuvres de Shakespeare, Joost van den Vondel, Paul Claudel, Dante, Pascal, Thérèse d'Avila. Il mourut à 95 ans, à Bruges, d'une maladie.

## Associations
Il était membre de la Koninklijke Vlaamse Academie van België voor Wetenschappen en Kunsten, grand officier de l'Ordre de Saint-Grégoire-le-Grand, et membre de la Confrérie du Saint-Sang.

## Source
- (en) Cet article est partiellement ou en totalité issu de l’article de Wikipédia en anglais intitulé « Joseph Ryelandt » (voir la liste des auteurs).